# Casa de Sefarad

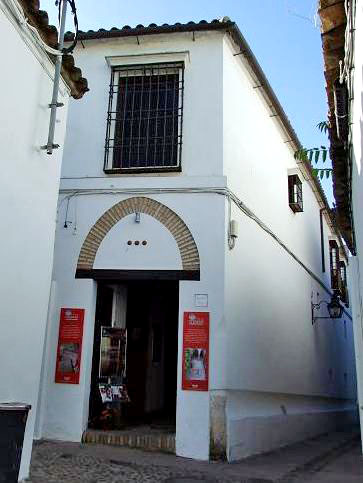
Casa de Sefarad

Die Casa de Sefarad in Córdoba, der Hauptstadt der Provinz Córdoba in Spanien, ist ein Museum, das die Geschichte und Kultur der sephardischen Juden darstellt. Das Museum befindet sich in der ehemaligen Judería, in der Nähe der Synagoge.

## Ausstellung
Das im Jahr 2006 eröffnete Museum besteht aus fünf Ausstellungsräumen mit folgenden Themen:
- Alltagskultur (sala de la vida doméstica), hier wird das tägliche Leben und die Familienfeste wie Hochzeit und Beschneidung dargestellt,
- Musik (sala de música sefardí), hier wird die Musik und Sprache der Sepharden erklärt
- Judería von Córdoba (sala de la Judería de Córdoba), hier wird die Geschichte des jüdischen Viertels von Córdoba erläutert,
- Religiöse Feste (sala de los ciclos festivos), hier werden die Gegenstände für die religiösen Feste des Jahres ausgestellt,
- Im sala de las mujeres de Al-Andalus (Saal der Frauen von al-Andalus)  werden Gemälde des Malers José Luis Muñoz ausgestellt, die Frauen in al-Andalus gewidmet sind.